# Trochosa aquatica
Trochosa aquatica là một loài nhện trong họ Lycosidae.
Loài này thuộc chi Trochosa. Trochosa aquatica được Hozumi Tanaka miêu tả năm 1985.

## Hình ảnh

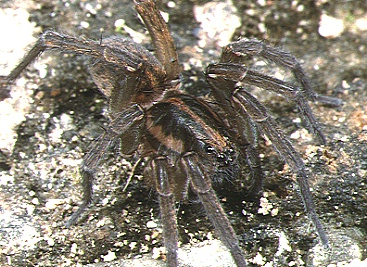